# 음악이 있는 세상
음악이 있는 세상은 KBS 1라디오에서 방송했던 라디오 프로그램이다.
1997년 11월 9일에 첫방송을 시작해 역대로 시간대와 DJ가 변경되어 방송됐으나 2003년 7월 13일 방송을 마지막으로 6년만에 폐지되었다.

## 역대 방송시간
| 방송 채널   | 방송 기간                         | 방송 시간                         |
| ----------- | --------------------------------- | --------------------------------- |
| KBS 1라디오 | 1997년 11월 9일 ~ 2000년 11월 5일 | 매주 일요일 오후 2:05 ~ 오후 4:58 |
| KBS 1라디오 | 2002년 4월 7일 ~ 2003년 7월 13일  | 매주 일요일 오후 2:05 ~ 오후 4:58 |
| KBS 1라디오 | 2000년 11월 12일 ~ 2001년 4월 8일 | 매주 일요일 낮 1:05 ~ 오후 4:58   |
| KBS 1라디오 | 2001년 4월 15일 ~ 2002년 3월 31일 | 매주 일요일 낮 1:05 ~ 오후 3:58   |

## 역대 DJ
- 1997년 11월 9일 ~ 1998년 10월 11일 : 황현정 아나운서
- 1998년 10월 18일 ~ 1999년 10월 31일 : 백정원 아나운서
- 1999년 11월 7일 ~ 2002년 3월 31일 : 은영선
- 2002년 4월 7일 ~ 2003년 7월 13일 : 박형욱